# 陸萬齡
陸萬齡（？—1629年），明朝政治人物。
監生出身，依附閹黨。天啟七年（1627年）五月，上書說魏忠賢可與孔子相提並論，“孔子作《春秋》，忠賢作《要典》。孔子誅少正卯，而忠賢誅東林。”建言將魏忠賢移入國子監，與孔子並尊，曹代輒附之。國子司業林釬認為此舉荒唐之極，稱病辭官，朱之俊代為奏請，曰：“上公之功，在禹之下，孟子之上。”魏忠賢頗嘉獎陸萬齡，故陸萬齡愈無忌憚，恣意妄行，竟搜括富戶監生。眾生怨，紛紛告假歸。崇祯帝即位，朱之俊上疏彈劾陸萬齡，陸萬齡入獄。崇禎二年（1629年），陸萬齡以交結近侍論死。